# Fiep Westendorp
Sophia Maria (Fiep) Westendorp, född 17 december 1916 och död 3 februari 2004, var en nederländsk tecknare. Hon är framför allt känd för sina teckningar till berättelserna om Jip och Janneke som skrevs av Annie M.G. Schmidt.

## Karriär
Westendorp ville redan från unga år bli illustratör. Hon gick Koninklijke School för konst, teknik och hantverk i s'Hertogenbosch och började därefter på Rotterdams Akademi. 1937 fick hon sitt första uppdrag, att illustrera informationsguiden till turistinformationen i Zaltbommel. Westendorp avbröt sina studier efter bombningarna av Rotterdam, i maj 1940, då akademin blev jämnad med marken.
I början av kriget bodde Westendorp med Clara Eggink(nederländsk författare) och J.C. Bloem (nederländsk poet och essäist) och hon illustrerade för tidskrifterna Cinema en Theater och De zakenwereld. Från 1942 bodde hon hos sina föräldrar i Zaltbommel, där hon arbetade med att förfalska personbevis.
Efter befrielsen bodde hon i Amsterdam för att arbeta för tidningarna "Vrij Nederland" och "Het Parool" i vilka hon gjorde veckovisa illustrationer.
1947 mötte Westendorp Annie M.G Schmidt på journalistcafét Scheltema. Det var början på en livslång vänskap och deras legendariska samarbete med böckerna om Jip Och Janneke började 1952. Westendorp illustrerade och M.G. Schmidt skrev. Fram till 1957 syntes veckovisa äventyr om Jip och Janneke i tidningen Het Parool. Westendorp valde att illustrera dem som silhuetter. De populära berättelserna kom senare ut i bokform. Mellan 1976 och 1984 tecknade Westendorp alla illustrationer av Jip och Janneke på nytt. De förblev silhuetter men blev kompaktare i formen och snävare i linjerna.
Förutom detta illustrerade Westendorp bland annat barnböckerna "Pluk van de Petteflet" och "Otje" av Annie M.G Schmidt och boken "Rimpjes en versjes uit de nieuwe doos" av Han G. Hoekstra. Hon gjorde även reklambilder för bland annat flygbolaget KLM

## Erkännanden

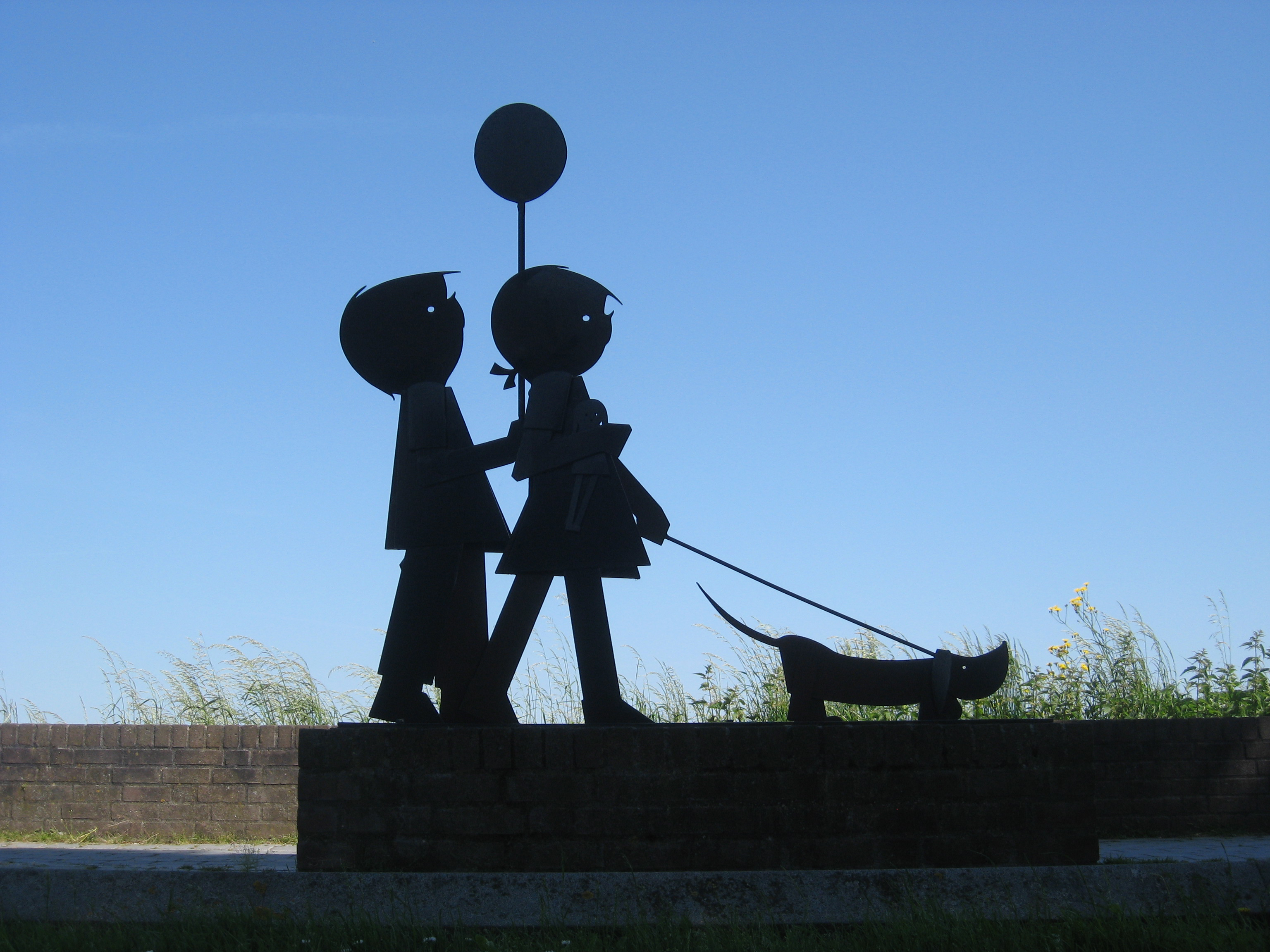
Jip+Janneke Waalkade Zaltbommel

1982 fick Westendorp en medalj av sin födelsestad Zaltbommel.
1995 ärades hon ytterligare en gång av staden genom att Ton Koops skapade en staty föreställande Jip och Janneke som uppfördes på Waalkade i Zaltbommel.
Stiftelsen CPNB, som arbetar med att stimulera läsning av nederländska böcker gav 1997 ett specialpris åt Westendorp "het Oeuvre Penseel". Detta eftersom hon aldrig vunnit "Gouden-"eller "Zilveren Penseel".

## Efterlåtenskap
Fiep Westendorp dog 87 år gammal av en luftvägsinfektion. Hon begravdes på den kommunala begravningsplatsen på Hilversumseweg i Laren i Nord-Holland. Hon utsåg Gioia Smid som konservator och administratör för sina verk. Rättigheterna till verken överlät hon åt Fiep Westendorp Foundation. Vinsterna från böcker och produkter kommer denna stiftelse till godo så att den kan stötta bland annat olika barnprojekt. Museet Stadskasteel Zaltbommel innehar en omfattande samling objekt från Westendorps liv och arbete. Fiep Westendorp Foundation skänkte delar av interiören från Westendorps bostad till museet, bland annat hennes teckningsbord med dess tillbehör.